# كايل لونغ
كايل لونغ (بالإنجليزية: Kyle Long)‏  (و. 1988  م) هو لاعب كرة قدم أمريكية، من الولايات المتحدة، يلعب كحارس ‏.

## التعليم
تعلم في St. Anne's-Belfield School ‏.